# Zaglyptogastra nigripennis
Zaglyptogastra nigripennis är en stekelart som först beskrevs av Gyöö Viktor Szépligeti 1908.  Zaglyptogastra nigripennis ingår i släktet Zaglyptogastra och familjen bracksteklar. Inga underarter finns listade i Catalogue of Life.